# Balcke-Dürr
Die Balcke-Dürr GmbH ist ein deutsches mittelständisches Unternehmen. Die Entwicklung der Gesellschaft war von vielfältigen Veränderungen betroffen, es gab Kooperationen, Verschmelzungen, Börsengänge und Umfirmierungen.

## Unternehmensgeschichte

### Die MAG Balcke und die Dürr-Werke AG
Das Unternehmen Balcke-Dürr entstand 1972 durch die Verschmelzung der Maschinenbau-Aktiengesellschaft Balcke (MAG Balcke) mit Sitz in Bochum mit den Dürr-Werken mit Sitz in Ratingen.

#### Balcke & Co. / MAG Balcke
Gegründet wurde das Unternehmen als Ingenieurbüro Balcke & Co. von dem Ingenieur Hans Joachim Balcke aus Oberhausen und dem Kaufmann Otto Kleinschmidt am 1. Oktober 1894 in Bochum. Neben den zwei Gründern beschäftigte sich die Belegschaft in Form von drei Mitarbeitern zunächst mit sogenannten offenen Gradierwerken. Die zunehmende Industrialisierung ging einher mit dem Verlangen nach einer höheren Menge Kühlwasser, dem man durch die Erfindung des Kaminkühlers durch Hans Joachim Balcke gerecht werden konnte. Den Kunden wurden umfangreiche Lösungen für das so genannte Kalte Ende von Dampfprozessen in Kraftwerken und in der Chemie geliefert, wobei bis auf den Kühlturm alle weiteren Komponenten (Kühlwasserpumpen, Rohrleitungen und Kondensator mit Hilfseinrichtungen) von Fachunternehmen zugeliefert wurden.
Ab 1896 konnten durch die Gründung des Unternehmens Bettinger & Balcke in Frankenthal (Pfalz) weitere Teile selber geliefert werden. Zudem wurden hierdurch neue Konstruktionen für Kolben- und Kreiselpumpen entwickelt. Schon 1899 trug man dem Unternehmenswachstum Rechnung und zog in einen Büro-Neubau, ebenfalls in Bochum, ein. 1897 trat zudem der Dortmunder Bankverein als Kommanditist in die Gesellschaft ein. In London wurde die Balcke & Co. gegründet, die die Balcke-Patente auch in Großbritannien und Irland vermarktete.

Logo der MAG Balcke

1905 wurde das Frankenthaler Pumpenwerk mit dem Bochumer Stammhaus zur Maschinenbau-Aktiengesellschaft (MAG) Balcke verschmolzen, deren Aktienkapital 1,5 Mio. Mark betrug. Während in den Jahren zuvor die Fertigung von Luftfiltern in Bochum aufgenommen wurde, beteiligte sich das Unternehmen 1911 an dem Unternehmen Gustav Moll & Co. in Neubeckum, bei dem man im Jahre 1918 Alleininhaber wurde. An diesem Standort erfolgte die Weiterentwicklung und Fertigung von Gas- und Ölfeuerungen sowie Wärmeübertragern. Bis heute wird dort produziert. Im Jahr 1918 betrug der Gesamtumsatz der MAG Balcke 14 Millionen Mark bei 1100 Mitarbeitern.
In den 1920er Jahren konnte der Apparatebau (d. h. Entgaser, Verdampferanlagen, Nieder- und Hochdruckvorwärmer) als zweites Standbein neben dem Kühlturmbau etabliert werden. Zahlreiche Produkte aus Neubeckum und Frankenthal bekamen weltweite Anerkennung. So wurde der Begriff ein Balcke als Synonym für ein Kühlturm verwendet. Ende der 1920er Jahre besaß man neun Zweigstellen in Deutschland und vier weitere in Europa. Durch die 1929 einsetzende Weltwirtschaftskrise sank der Umsatz um 50 %, das Aktienkapital wurde auf 2,1 Millionen Reichsmark gesenkt. Nachdem zu Anfang der 1930er Jahre nur noch 680 Mitarbeiter beschäftigt waren, stieg nach der aufkommenden Belebung ab 1934 die Mitarbeiterzahl wieder auf 1200 im Jahr 1937. Auch der Umsatz stieg – auch aufgrund zahlreicher Großaufträge aus der UdSSR – wieder an; das Aktienkapital wurde auf 3,5 Millionen Reichsmark erhöht. Durch Kriegsereignisse gingen zwischen 1943 und 1945 große Teile der technischen und kaufmännischen Unterlagen verloren, Bürogebäude und Werkstätten wurden zerstört. Schon 1949/1950 konnte das neue Verwaltungsgebäude in Bochum bezogen werden, nachdem zuvor noch teilweise in Privatwohnungen hauptsächlich an der Wiedererarbeitung der verlorengegangenen Dokumente gearbeitet wurde.

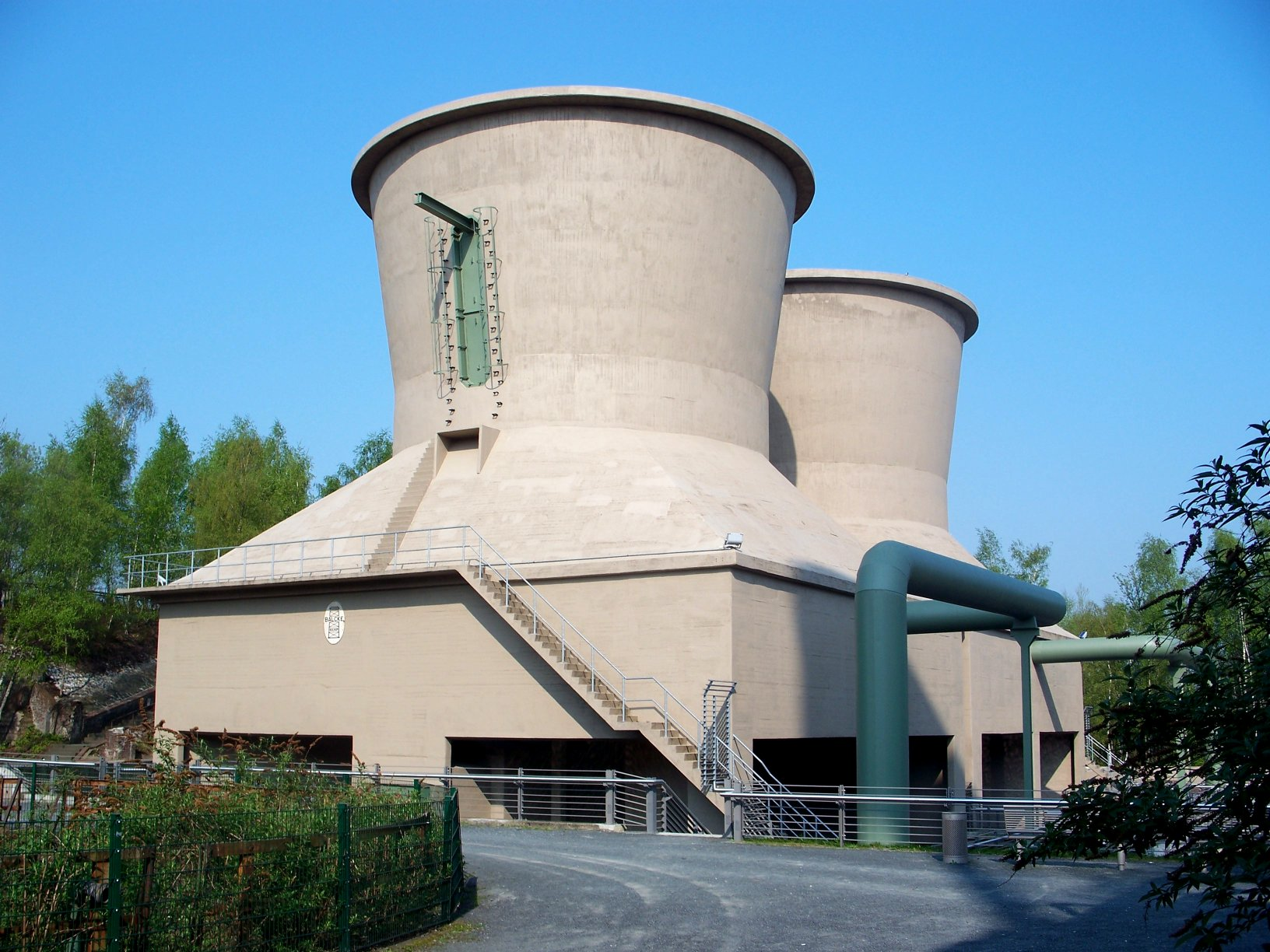
Typische Kühltürme der MAG Balcke („Kaffeemühlen“)

In den 1950er und 1960er Jahren wurden vor allem die an Rhein und Ruhr entstehenden Großkraftwerke mit den großen Ventilatorkühltürmen (Typ Kaffeemühle) ausgestattet. Allein 34 dieser Kühltürme wurden für das Kraftwerk Frimmersdorf gebaut. Im gleichen Zeitraum profitierte der Apparatebau von der steigenden Zahl neu errichteter Kernkraftwerke. 1972 wurden rund 1500 Mitarbeiter beschäftigt, im Rumpfgeschäftsjahr (1. Januar bis 30. September 1972) erzielte man einen Umsatz von 80 Millionen DM und einen Auftragseingang von 83 Millionen DM. Zu diesem Zeitpunkt verfügte man über 18 Vertretungen in Europa und Lizenznehmer weltweit. Dies war jedoch die letzte Bilanz der MAG Balcke, da sie zum 1. Oktober 1972 mit der Dürr-Werke AG in Ratingen, einer Tochter der Deutschen Babcock in Oberhausen, verschmolzen wurde.

#### Düsseldorf-Ratinger Röhrenkesselfabrik Dürr & Co. / Dürrwerke AG

Aktie über 100 RM der Dürrwerke AG vom Dezember 1941

1883 gründeten Walther Dürr und Gustav Dürr in Ratingen in der Rechtsform einer offenen Handelsgesellschaft die Düsseldorf-Ratinger Röhrenkesselfabrik Dürr & Co., die bereits 1889 zur Aufnahme fremden Kapitals unter der Firma Düsseldorf-Ratinger Röhrenkesselfabrik vormals Dürr & Co. in eine Aktiengesellschaft umgewandelt wurde. Die Firma wurde 1924 in Dürrwerke AG verkürzt.
Hauptprodukt war der als „Dürr-Kessel“ bekannte Einkammer-Wasserrohrkessel. 1907 begann man mit der Herstellung von Garbe-Steilrohrkesseln. Insgesamt wurden seit 1883 mehr als 2200 Dürr-Kessel gebaut. 1932 wurde der erste „Dürr-Höchstdruckkessel“ gebaut, ein Steilrohrkessel für 78 Tonnen Dampf pro Stunde bei 117 atü Betriebsdruck, für den Betrieb mit chemisch aufbereitetem Speisewasser. In den folgenden Jahren und Jahrzehnten sollten noch weitere Innovationen folgen, die dauerhafte Expansion wurde durch die Weltkriege nur jeweils kurz gebremst. Vor allem in den Bereichen Nasskühlung, Apparatebau und Kesselbau konnte sich die Dürrwerke AG auch am internationalen Markt etablieren. In der zweiten Hälfte des 20. Jahrhunderts wurde die Dürrwerke AG mehrheitlich an die Deutsche Babcock verkauft, von der sie im Jahr 1972 mit der MAG Balcke verschmolzen wurde. Zu diesem Zeitpunkt beschäftigte die Gesellschaft ca. 1100 Mitarbeiter.

### Die Balcke-Dürr AG
Das hieraus hervorgegangene Unternehmen hatte seinen Sitz in Ratingen und startete mit einem Aktienkapital von 22 Millionen DM und ca. 2600 Mitarbeitern.
Neben Kühlung und Apparatebau war fortan der Kesselbau die dritte Säule der neuen Gesellschaft. Im Bereich Trockenkühlung konnten hohe Synergieeffekte erzielt werden, da vorher noch getrennt auf dem gleichen Gebiet gearbeitet wurde. In den anderen Bereichen ergänzten sich beide ehemaligen Unternehmen. Im Geschäftsjahr 1975/1976 betrug der Umsatz 331 Millionen DM, der Auftragseingang 410 Millionen DM. Auch in den nächsten Jahren und Jahrzehnten ging es weiter bergauf: In den Jahren 1986 bis 1990 stieg der Umsatz von 440 Millionen DM auf 480 Millionen DM, der Auftragseingang von 340 Millionen DM auf 435 Millionen DM. Zu diesem Zeitpunkt verfügte man über acht Tochtergesellschaften und vier Lizenznehmer weltweit. Unter anderem lieferte die Balcke-Dürr den Kessel für das Berliner Kraftwerk Reuter West.

### Die Balcke-Dürr GmbH als Beteiligung der BDAG
Durch die rapide Expansion der Deutschen Babcock und der Balcke-Dürr AG wurden umfassende organisatorische Veränderungen notwendig. 1991/1992 wurde innerhalb der Gruppe Deutsche Babcock eine Zwischenholding unter Führung der neu geschaffenen BDAG eingerichtet, die das Dach für folgende Unternehmensgruppen bildete:
- Balcke-Dürr GmbH
- Krantz TKT
- WABAG
- sowie weiterer Gesellschaften mit dem Schwerpunkt Oberflächentechnik.

Gleichzeitig wurde die neue BDAG (Abkürzung für Balcke-Dürr AG) an die Börse gebracht. Die neue AG erzielte im gleichen Jahr (1991/1992) einen Gesamtumsatz von 1,05 Milliarden DM und einen Auftragseingang von ca. 1,15 Milliarden DM bei ca. 5200 Mitarbeitern. Der Gewinn betrug ca. 33 Millionen DM. Sitz der Gesellschaft war Oberhausen. Nach der Wende wurden zahlreichen Betriebe in den neuen Ländern übernommen und integriert. Im Geschäftsjahr 1996/1997 lag der Umsatz bei 2,06 Milliarden DM und der Auftragseingang bei 2,2 Milliarden DM für ca. 5200 Mitarbeiter. Das Aktienkapital betrug 34 Millionen DM, 11 Auslandsvertretungen und 30 Tochter- und Beteiligungsgesellschaften waren weltweit für die Balcke-Dürr GmbH im Einsatz. Zu diesem Zeitpunkt war das technische Know-how so umfangreich, dass man Kunden im Kraftwerksbereich komplette Pakete liefern konnte, ausgenommen die Turbine mit Generator und Hochspannungsteil. Ende der 1990er Jahre wurde die Strategie der Muttergesellschaft Deutsche Babcock AG geändert. Schon vorher kündigte sich ein wirtschaftlicher Niedergang der Muttergesellschaft an, der durch die Verschmelzung der robusten BDAG auf die umfirmierte Mutter Babcock Borsig Aktiengesellschaft zur neuen Babcock-Borsig AG aufgehalten werden sollte. Hierdurch löste sich die Zwischenholding wieder auf, die Balcke-Dürr GmbH blieb in ihrem Bestand weitgehend unberührt.
Mitte 2002 erklärte sich die Babcock-Borsig AG für zahlungsunfähig, am 1. September 2002 wurde das Insolvenzverfahren über sie eröffnet. Kurz nach diesen Ereignissen wird die Balcke-Dürr GmbH mit zu diesem Zeitpunkt ca. 450 Mitarbeitern aus der Insolvenzmasse der Babcock-Borsig AG herausgekauft. Käufer ist die amerikanische SPX Corp., die bis Ende 2016 100 % der Anteile an der Balcke-Dürr GmbH hielt.

### Die Balcke-Dürr GmbH als Beteiligung der SPX Corporation
Durch die schnelle Herauslösung aus dem Babcock-Borsig-Konzern konnte eine weitgehend reibungsfreie Fortführung der Geschäftstätigkeit gesichert werden. 2003 kam es zur Akquisition der Hamon Rothemühle Cottrell GmbH i. I., einem Hersteller von Elektrofiltern und Rotationswärmeübertragern. 2004 wurde die Rückkühltechnik in die SPX Cooling Technologies ausgegliedert. Die Balcke-Dürr GmbH verfügt seitdem über vier Kerngeschäftsfelder: Kraftwerks- und Kesselservice, Rauchgasreinigung, Wärmeübertrager und Nuklearservice. 2005 wurde die MCE Energietechnik in Wien übernommen und in Balcke-Dürr Austria umfirmiert. Diese wurde 2007 an den Siemens-Bereich Power Generation (PG) verkauft. Von 2005 bis 2015 befand sich der Unternehmenssitz wieder in Ratingen. Das Unternehmen war einer der größten Arbeitgeber am Ort. Im Jahre 2015 wurde der Hauptsitz des Unternehmens nach Düsseldorf verlegt. Ende 2016 erwarb die mutares AG mit Sitz in München die Balcke-Dürr Gruppe von SPX. Zur Balcke-Dürr Gruppe gehören heute Tochtergesellschaften in Italien, Frankreich, Indien und China.

## Große Beteiligungen
In ihrer langen Geschichte war die Balcke-Dürr GmbH bzw. BDAG zu bedeutenden Anteilen u. a. an folgenden Unternehmen beteiligt:
- Krantz TKT
- WABAG
- Nordex (1996 bis zum Nordex-Börsengang im April 2001)